# 陳美詩
陳美詩（Macy Chan Mei Sze，1981年2月22日—），香港女歌手、女演員。香港中文大學工商管理畢業。

## 簡歷
陳美詩曾就讀協恩中學，後畢業於香港中文大學。她是名虔誠的基督教新教徒；曾任多個平面及電視廣告的模特兒，在經理人李進的發掘下，加入唱片公司大國文化，於2004年與梁靖琪、廖雋嘉、張曼伶組成四人組合——女生宿舍，後解散各自作個人發展。她本身亦是鋼琴高手，鋼琴水平為8級，為女生宿舍之中除廖雋嘉外，另一懂得彈鋼琴的成員。
她於2007年加入無綫電視（TVB）成為旗下藝人，為無綫收費電視娛樂新聞台擔任主持及拍攝劇集。2013年約滿無綫後離巢，結束6年賓主關係。
2017年與歌手孫耀威結婚後，陳美詩回歸樂壇以新歌《我要照顧你》，是相隔十三年後推出的首張個人專輯，亦回敬早前丈夫推出的新歌《It’s my day》。陳美詩為宣傳新歌亦拍了幾條分享短片，揭露她平日的夫妻生活情趣，經常身兼女僕、骨妹和電競迷的身份冧老公，笑說：「現今的老公好難服侍，人妻要萬能。」

## 感情生活
丈夫為香港歌手孙耀威，兩人拍拖8年，2017年4月於美國洛杉磯註冊結婚。

## 音樂作品

### 「女生宿舍」時期
- 2004年：《Life is Beautiful》- 大國文化發行。

### 「個人發展」時期

#### 合輯
- 2005年:《美麗傳奇2—神蹟》- 收錄獨唱曲目《誰造》，但以理影音製作發行。
- 2008年:《燃燒國度201》原聲大碟 - 收錄多首獨唱及合唱歌曲，真正傳播有限公司發行。
- 2009年:《燃燒國度201》音樂舞台劇高清版DVD - 真正傳播有限公司發行。
- 2009年:《Beyond 再．見理想》音樂舞台劇DVD + Bonus CD，由寰亞綜藝集團發行。

#### 未出碟歌曲
- 2007年：《最美的真愛》（廣播劇《風．花．雪．月》插曲）
- 2007年：《魔法奇幻變》（與楊秀惠合唱）（動畫《雙子公主》香港主題曲）
- 2007年：《棄物無聲》（第19屆CASH流行曲創作大賽入圍作品）
- 2017年：《我會照顧你》

## 演出作品

### 電視劇（無綫電視）
| 首播   | 劇名              | 角色              |
| 2004年 | 赤沙印記@四葉草.2 | 陈美诗（Macy）    |
| 2004年 | 奇幻潮-神奇藥水   | 沈思雅（Cynthia） |
| 2008年 | 法證先鋒II        | 方妙娜（Formula） |
| 2008年 | 與敵同行          | 馬愛琳（Kelly）   |
| 2008年 | Click入黃金屋     | Michelle          |
| 2009年 | 王老虎搶親        | 施夢露            |
| 2009年 | 古靈精探B         | 羅柏芝（Pat）     |
| 2010年 | 情人眼裏高一D     | 參賽者            |
| 2010年 | 掌上明珠          | 朱碧霖（三小姐）  |
| 2010年 | 讀心神探          | 周苑慧（Emily）   |
| 2010年 | 囧探查過界        | 卓 恩（Elaine）   |
| 2011年 | 你們我們他們      | 影 影             |
| 2011年 | Only You 只有您   | 唐燕珊            |
| 2011年 | 洪武三十二        | 薩仁高娃          |
| 2011年 | 萬凰之王          | 彩 喬             |
| 2012年 | 回到三國          | Macy              |
| 2013年 | 女警愛作戰        | 順太太            |

### 電視劇（網劇及單元劇）
| 首播   | 劇名                                 | 角色               |
| 2002年 | 網劇 沙灘．排球．梳乎厘              |                    |
| 2004年 | 網劇 金甲蟲探偵學院                  | 美思               |
| 2005年 | 網劇 心跳季節                        |                    |
| 2006年 | 香港電台 少年不識愁滋味《7214 7321》 | 補習老師「大眼睛」 |
| 2006年 | 廉政公署 石頭遇上蘇眉                |                    |

### 主持節目（無綫電視）
- 2007年：無綫收費電視無綫娛樂新聞台 - 《娛樂新聞報導》
- 2008年：《娛樂直播》
- 2009 - 2010年：《更上一層樓》
- 2011年：《開館有益》
- 2012年：《駕到沖繩》、《瘋狂歷史補習社》

### 電影
| 年份   | 片名                 | 角色       |
| 2005年 | 擁抱每一刻花火       | Wiz        |
| 2006年 | 得閒飲茶             | 詩詩       |
| 2006年 | 望．新家（福音電影） | 阿蛋       |
| 2007年 | 生日快樂             | 杜麗莎     |
| 2007年 | 校墓處               | 羅少芳     |
| 2010年 | 72家租客             | 護士       |
| 2010年 | 翡翠明珠             | 樺公主     |
| 2011年 | 我愛HK開心萬歲       | 護士       |
| 2011年 | 勁抽福祿壽           | Maggie助手 |

### 舞台劇
- 2005年：《開心鬼》
- 2008年：《燃燒國度201》飾 Candy
- 2008年：《耶穌13門徒》
- 2008年：《Beyond 再．見理想》飾 雪
- 2008年：《燃燒國度201》重演 飾 Candy
- 2011年：《王祖藍咪咁扮野Show Off Show》飾 檸檬茶

### 廣播劇
- 2004年：《四個女仔搞乜鬼》
- 2004年：《愛上．女生宿舍》
- 2007年：《風．花．雪．月》飾 小嵐

### 音樂錄像
- 2001年：VRF -《妄想》劇場版
- 2002年：蕭正楠 -《眼光獨到》
- 2003年：蕭正楠 - 《惡果》劇場版
- 2004年：蕭正楠 -《十個分手的理由》（TVB版）
- 2005年：廖雋嘉 - 《我不怕輸》（劇場版）
- 2007年：陳美詩、楊秀惠 -《魔法奇幻變》
- 2008年：鄧健泓 -《難分難解》（TVB版）
- 2008年：黃耀明 -《廣深公路》（TVB版）
- 2008年：張敬軒 -《櫻花樹下》（TVB版）
- 2008年：王祖藍 -《擒擒青》（TVB版）
- 2008年：關楚耀 -《悲哀代言人》（TVB版）
- 2009年：許志安 -《你傷風我感冒》（TVB版）
- 2010年：何紫慧 -《I Do》（TVB版）

## 寫真集
- 2005年：《Life is Beautiful 女生宿舍寫真集》

## 報刊專欄
- 2006-2007年：太陽報《維他命詩》

## 外部連結
- 陳美詩的Instagram
- 陳美詩的新浪微博
- 陳美詩在互联网电影资料库（IMDb）上的資料（英文）
- 陳美詩在香港影庫上的簡介
- 陳美詩在豆瓣上的资料（简体中文）
- 陳美詩在时光网上的簡介（简体中文）